# David Stewart (calciatore)
David Stewart (Glasgow, 11 marzo 1947 – 13 novembre 2018) è stato un calciatore scozzese, di ruolo portiere.

## Palmarès

### Club

#### Competizioni nazionali
- Coppa del Galles: 1

Swansea City: 1980-1981